# Blejești
Blejești è un comune della Romania di 3 988 abitanti, ubicato nel distretto di Teleorman, nella regione storica della Muntenia.
Il comune è formato dall'unione di 3 villaggi: Baciu, Blejești, Sericu.